# Aoteatilia substriata
Aoteatilia substriata är en snäckart som först beskrevs av Suter 1899.  Aoteatilia substriata ingår i släktet Aoteatilia och familjen Columbellidae. Inga underarter finns listade i Catalogue of Life.